# Undo Your Mind
Eivør EP (Undo Your Mind) est un EP (ou maxi) de la chanteuse féroïenne Eivør Pálsdóttir. Il est sorti en 2010 sur le label Copenhagen Records. Les titres Undo your mind et Wall of silence sont extraits de l'album Larva (sorti peu de temps après aux Îles Féroé), les deux autres sont inédits. Monster a été ultérieurement ajouté à la version danoise de Larva (en remplacement de So Close to Being Free).

## Liste des titres
| No | Titre           | Durée |
| -- | --------------- | ----- |
| 1. | Undo Your Mind  | 4:16  |
| 2. | Monster         | 2:24  |
| 3. | Wall of Silence | 3:50  |
| 4. | Mussisjúk       | 3:17  |